# Elétricos de Portugal
O elétrico é o carro elétrico tradicional em grandes cidades como Lisboa e Porto. O elétrico faz um percurso tipicamente mas não obrigatoriamente turístico. Movimenta-se sobre carris (trilhos), que em geral encontram-se embutidos nas partes mais antigas das cidades. Destina-se sobretudo ao transporte de passageiros, e constitui um meio de transporte rápido, já que geralmente tem prioridade sobre o restante trânsito.
Os elétricos chegaram a Portugal em: Porto (1895), Lisboa (1901), Sintra (1904), Coimbra (1911) e Braga (1914). Em Portugal existem as 3 redes de elétrico em Lisboa, Porto e Sintra. As redes de Braga e Coimbra foram encerradas.

## Elétricos de Lisboa

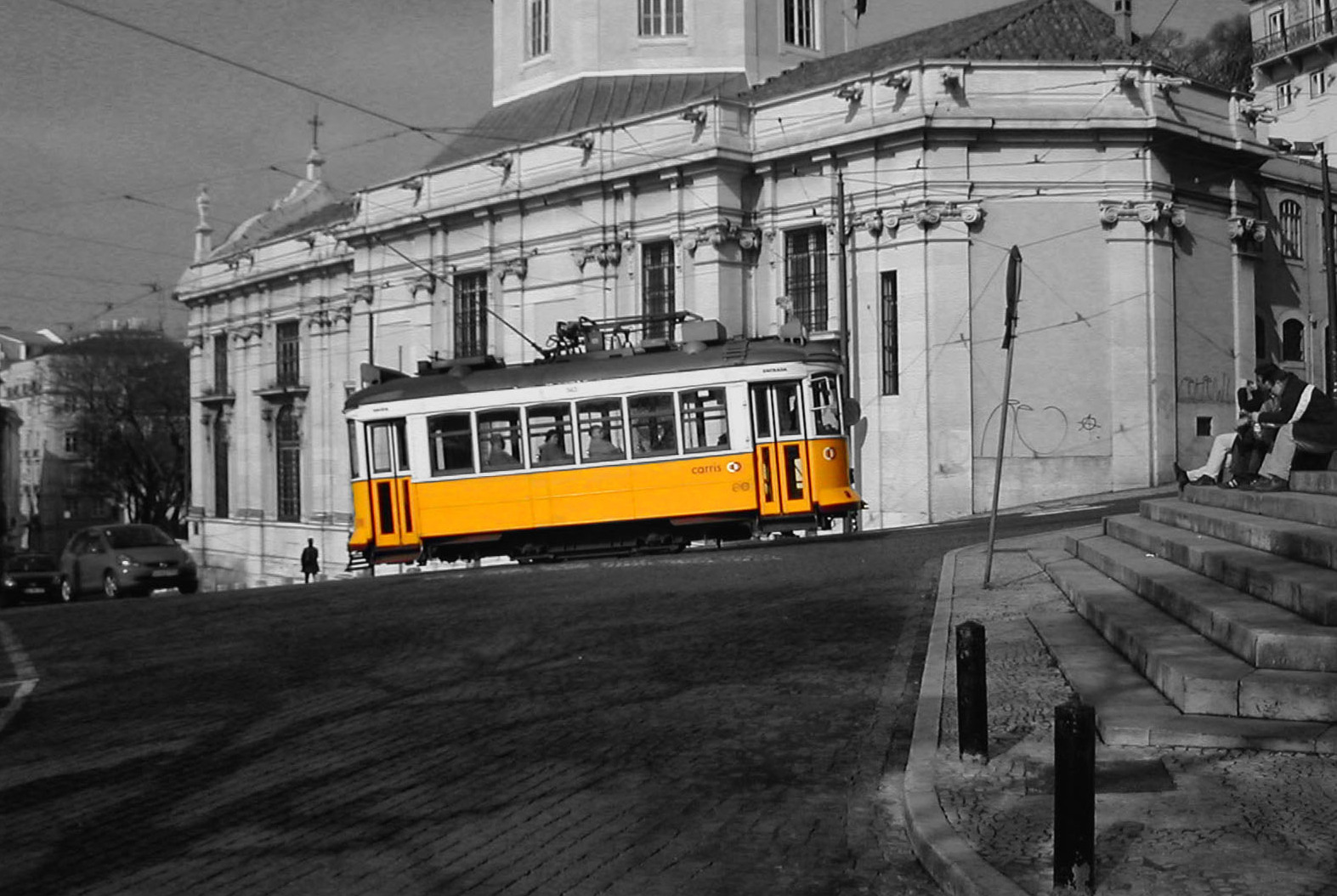
Elétrico de Lisboa, em 2005.

Os "amarelos da Carris" são um ex libris da cidade, percorrendo ruas estreitas, íngremes e sinuosas. A rede de elétricos da Carris é composta actualmente por 6 carreiras e percorre um total de 54 km de linhas em bitola de 900 mm, sendo 13 km em faixa reservada. Emprega 165 guarda-freios (condutores de elétricos, funiculares e elevador) e uma frota de 58 veículos (40 históricos, 10 articulados e 8 ligeiros), baseados numa única estação — Santo Amaro.

## Elétricos do Porto

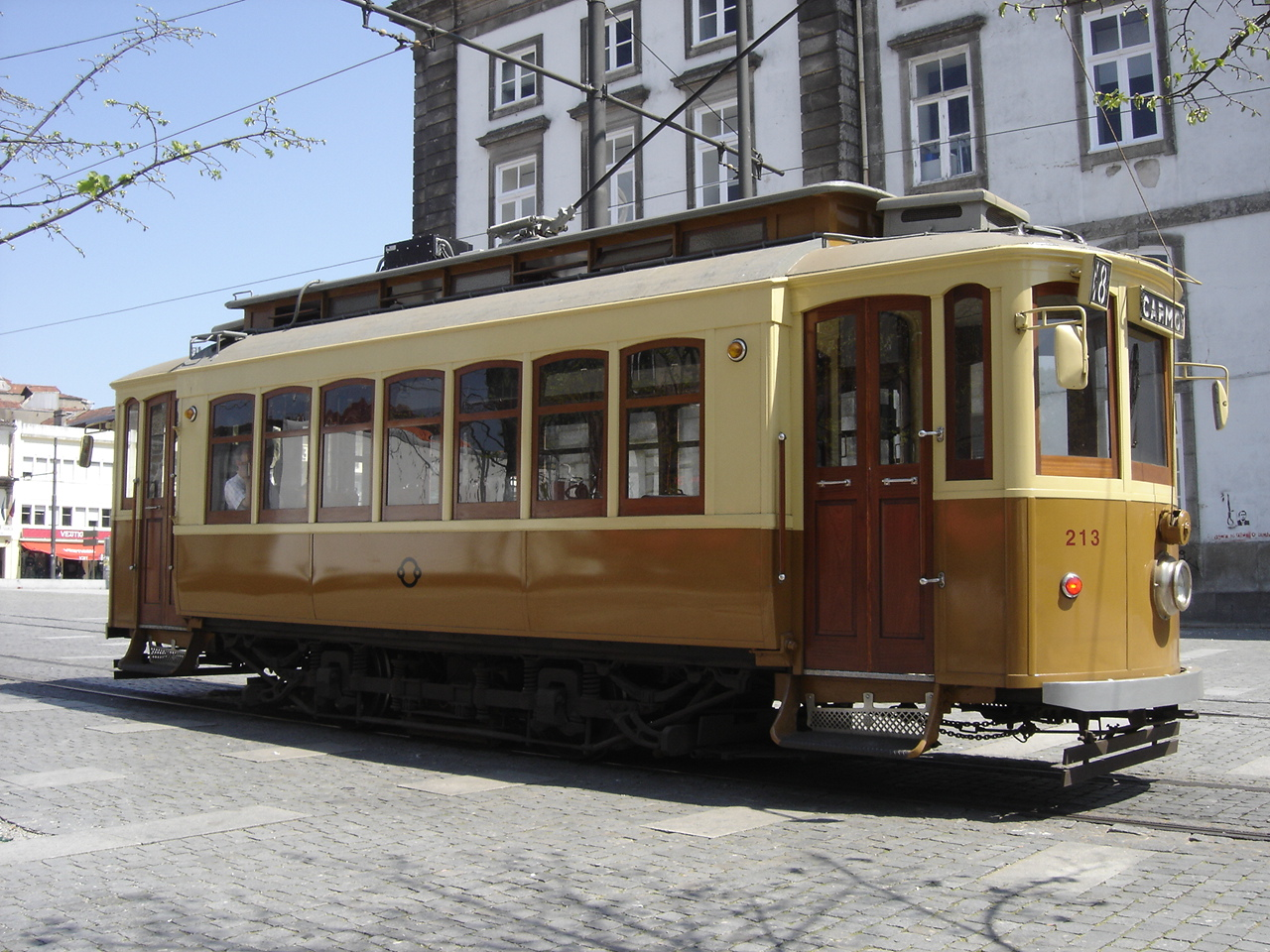
Elétrico do Porto, em 2007.

Rede de elétricos históricos ligeiros da cidade do Porto, explorada pelos STCP (não confundir com a rede do Metro do Porto, que opera LRVs articulados de alta capacidade). Subsistem quatro carreiras numa rede muito reduzida em comparação com os máximos históricos da década de 1960. A frota está parqueada na remisse de Massarelos ao lado do Museu do Carro Elétrico.

## Elétricos de Sintra

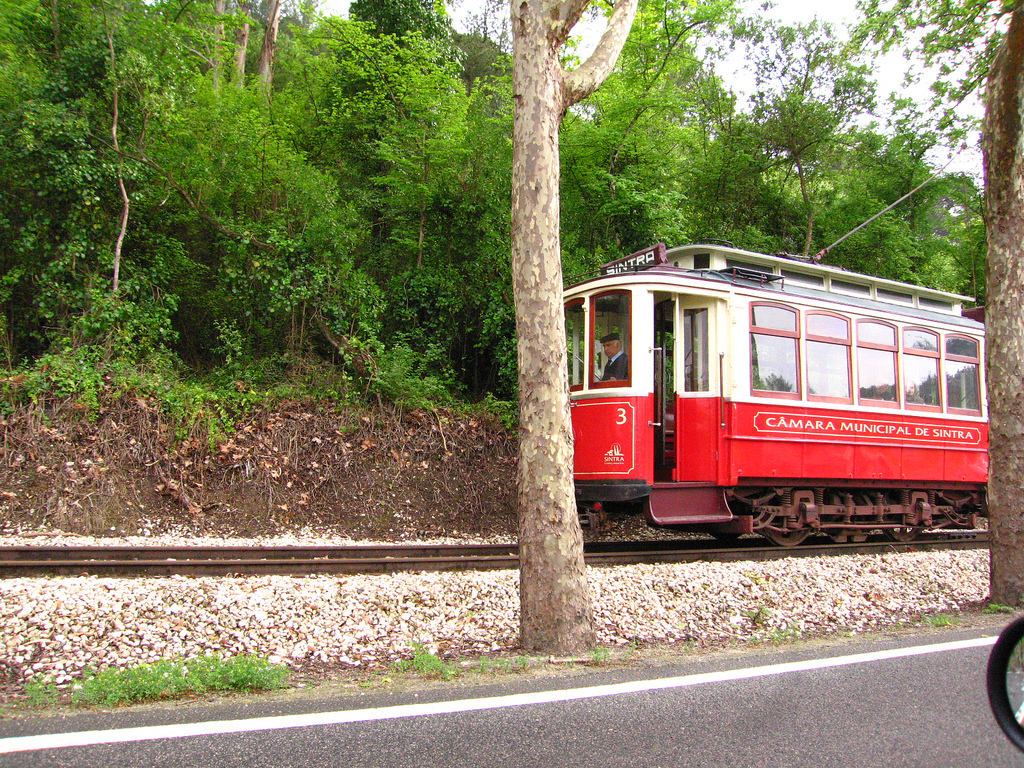
Elétrico de Sintra, em 2005.

O elétrico de Sintra é uma ferrovia turística sazonal de bitola estreita que liga a vila de Sintra à Praia das Maçãs, Portugal, ao longo de um trajeto de pouco menos de 13 km, com cinco paragens, passando por Colares e perto da Praia Grande. É operado pela Câmara Municipal de Sintra, oferecendo o seu serviço durante a época balnear.

## Elétricos de Coimbra

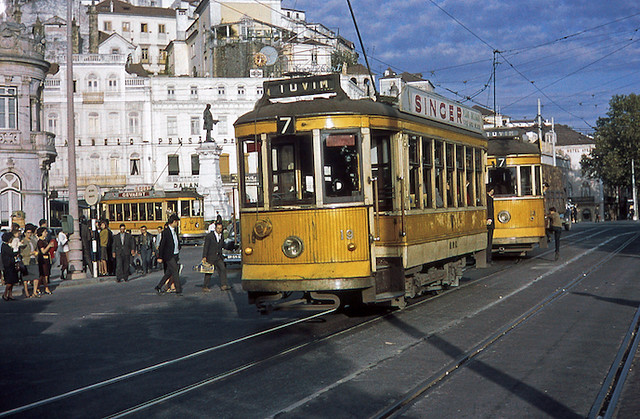
Elétrico de Coimbra, em 1964.

Coimbra viu os primeiros elétricos a circular nas suas ruas em 10 de Novembro de 1911, sendo a quarta localidade em Portugal a contar com este meio de transporte. Durante décadas, com mais ou menos linhas, o elétrico foi um meio eficaz do cidadão se movimentar na sua cidade. Ainda assim, considerado nos finais da década de 1970 como antiquado, barulhento e desconfortável, foi sendo promovida a sua rápida decadência, com o encerramento das diferentes linhas. A última circulação deu-se em 9 de Janeiro de 1980.

## Elétricos de Braga

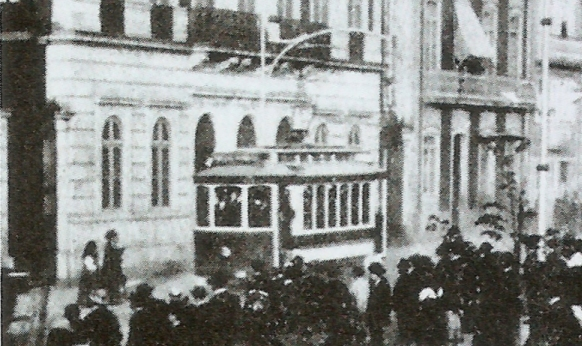
Elétrico de Braga, em 1914.

A rede de elétricos de Braga foi inaugurada a 5 de Outubro de 1914, por eletrificação a antiga rede de carro americano (equipada também com unidades a vapor por um breve período). Era constituída por duas linhas:
1. Estação caminho de ferro ao Elevador do Bom Jesus
2. Largo do Monte de Arcos ao Parque da Ponte

Foi definitivamente encerrada em 1963, sendo substituída por troleicarros. Os carris perduraram até à década de 1980.